# Miri Regev
Miriam "Miri" Regev, nata Miriam Siboni (Kiryat Gat, 26 maggio 1965) è un'ex militare e politica israeliana.
Ex-ufficiale delle forze armate israeliane (Tsahal), dal 2005 ha ricoperto la carica di portavoce delle forze di difesa israeliane presso lo stato maggiore generale con il grado di Tat Aluf (generale di brigata). Dopo il congedo dalle forze armate nel 2008, Regev si è data alla politica venendo eletta per un seggio alla Knesset alle elezioni parlamentari in Israele del 2009 per il partito del Likud; tra il 2015 e il 2020 ha ricoperto la carica di ministro della cultura e dello sport per il governo Netanyahu IV, mentre tra il 2020 e il 2021 (e dal 2023) è la ministra dei trasporti per il governo Netanyahu V. 

## Biografia

### Carriera militare
Regev nacque nel 1965 a Kiryat Gat in una famiglia di sefarditi emigrati in Israele; suo padre, Felix, era originario del Marocco e sua madre, Mercedes, della Spagna. Dopo aver frequentato la Scuola superiore Rogozin a Kiryat Gat, entrò nel programma di formazione pre-militare israeliano del Gadna dove ottenne la promozione a comandante di plotone, servendo in questa posizione fino al 1986 quando entrò nelle forze armate per svolgere il suo periodo di servizio militare regolare; in seguito, frequentò l'Ono Academic College, un'università privata, dove conseguì una laurea in educazione informale e un Master in Business Administration.
Tra il 1986 e il 1987 Regev servì come ufficiale alle pubbliche relazioni presso il Comando meridionale, per poi passare all'Unità pubbliche relazioni dello Stato maggiore delle Forze di difesa israeliane; nel 2002, dopo la promozione al grado di colonnello, Regev fu designata come vice portavoce dello Tsahal. Nel 2003 Regev fu nominata coordinatrice delle attività di pubbliche relazioni nazionali presso l'ufficio del primo ministro israeliano Ariel Sharon, durante il periodo dell'inizio dell'invasione statunitense dell'Iraq. Dopo un breve periodo nel 2004 come capo stampa e censura media presso il dipartimento di censura militare dell'Aman, nel giugno 2005 Regev ottenne una promozione al grado di Tat Aluf (equivalente a generale di brigata) e la nomina a portavoce delle Forze di difesa israeliane; nel suo periodo in carica, gestì le attività di pubbliche relazioni e i rapporti con la stampa delle forze armate israeliane durante gli eventi dell'evacuazione israeliana da Gaza nel 2005 e della guerra del Libano nel 2006. Regev lasciò il servizio attivo nelle forze armate nel maggio 2007, venendo sostituita nell'incarico di portavoce dal generale Avi Benayahu.

### Carriera politica
Nel novembre 2008 Regev si iscrisse al partito politico conservatore del Likud, dichiarandosi una sostenitrice del programma politico della compagine da diversi anni; candidata alle elezioni parlamentari in Israele del 2009, Regev si classificò ventisettesima nelle liste nazionali del Likud, ottenendo per un soffio un seggio alla Knesset visto che il partito ottenne nella competizione esattamente 27 seggi. Regev fu poi rieletta alle elezioni parlamentari in Israele del 2015, classificandosi quinta nelle liste nazionali del Likud. Durante il suo incarico alla Knesset, Regev fu membro di diverse commissioni parlamentari come quella per gli affari interni, per le finanze, per gli affari esteri e per la difesa.

#### Ministro della cultura e dello sport
Nel maggio 2015 Regev entrò nel gabinetto di governo del primo ministro Benjamin Netanyahu, ottenendo l'incarico di ministro della cultura e dello sport. Nel settembre 2015 Regev annunciò la stesura di una lista di criteri, in base ai quali il governo avrebbe valutato il ritiro o meno dei finanziamenti statali da programmi e istituzioni culturali; la lista includeva la deformazione dei simboli nazionali israeliani e l'appoggio al movimento di boicottaggio di Israele. Nella sua posizione di ministra della cultura, Regev tracciò spesso un'equivalenza tra la libertà di parola concessa agli artisti e il potere del governo di ritirare i propri finanziamenti, usando l'espressione "libertà di finanziamento". Regev sostenne anche che gli artisti o le organizzazioni finanziate dal governo dovessero mostrare «fedeltà» allo Stato israeliano, definendo ciò come un'iniziativa di «lealtà della cultura» e proponendo una legislazione che renda «il sostegno a un'istituzione culturale dipendente dalla sua lealtà allo stato di Israele».
Regev ha preso posizione contro l'associazione Breaking the Silence, un'organizzazione non governativa composta da veterani delle forze armate israeliane intenta a raccogliere e pubblicare testimonianze confidenziali circa la situazione nei territori occupati, sostenendo che essa «danneggia l'immagine di Israele» e accusando una galleria che aveva ospitato un incontro dell'organizzazione di «svolgimento di attività politiche».
Regev ha espresso sostegno a favore della comunità LGBT, affermando che «non solo la sinistra può sostenere e abbracciare la comunità gay».
Nella sua veste di detentrice del dicastero dello sport, Regev si rifiutò di partecipare alla cerimonia inaugurale dei giochi della XXXI Olimpiade di Rio de Janeiro del luglio 2016, poiché essa aveva luogo di Shabbat; nel luglio 2017, invece, la ministra presenziò alla cerimonia di apertura delle Maccabiadi. Nell'ottobre 2018 Regev fu invitata a presenziare al torneo "Grand Slam" di judo in corso ad Abu Dhabi, a dispetto del fatto che Israele ed Emirati Arabi Uniti non avessero all'epoca formali relaizioni diplomatiche; l'evento fu considerato come parte delle prime aperture per una normalizzazione dei rapporti tra i due paesi.

#### Ministro dei trasporti
Con l'insediamento del nuovo Governo Netanyahu V, il 17 maggio 2020 Regev divenne ministra per i trasporti e la sicurezza stradale nel nuovo dicastero. In virtù dell'accordo politico in base al quale Netanyahu e il suo alleato di governo Binyamin Gantz si sarebbero alternati alla guida dell'esecutivo a metà della legislatura, il nome di Regev fu proposto come possibile nuovo ministro degli esteri una volta verificatosi l'avvicendamento dei due leader nella carica id primo ministro; la circostanza in ogni caso non ebbe modo di verificarsi, visto che la compagine di governo naufragò dopo appena un anno dall'insediamento.
Il 14 agosto 2021 Regev annunciò che si sarebbe proposta per la guida del Likud qualora Netanyahu avesse lasciato l'incarico, sostenendo che «è giunto il momento di avere un primo ministro sefardita, penso che i quadri e la base del Likud debbano votare questa volta per qualcuno che rappresenti la loro classe, la loro etnia e la loro agenda»; Regev affermò anche che non si sarebbe candidata contro Netanyahu, oltre a chiarire che se non fosse diventa leader del Likud avrebbe potuto formare un nuovo partito.

## Vita privata
È sposata con Dror Regev, ingegnere della Israel Aerospace Industries e ha tre figli. Suo marito è di sinistra e ha alcune opinioni contrarie alle sue.